# Moschea del Defterdar
La moschea del Defterdar è una moschea imperiale ottomana situata a Istanbul, in Turchia.